# Condado de Montcalm (Michigan)
O Condado de Montcalm é um dos 88 condados do estado americano de Michigan. A sede do condado é Stanton, e sua maior cidade é Stanton.
O condado possui uma área de 1 967 km² (dos quais 34 km² estão cobertos por água), uma população de 61 266 habitantes, e uma densidade populacional de 33 hab/km² (segundo o censo nacional de 2000).